# Bractwo Włościan Białorusinów
Bractwo Włościan Białorusinów – białoruska organizacja o charakterze militarnym działająca wiosną 1922 roku w okolicach Kleszczel na Białostocczyźnie w II Rzeczypospolitej. Zajmowała się działalnością dywersyjną. Była jedną z większych tego typu organizacji tego okresu. Oddział wydawał swoje pismo „Biełaruski Partyzan”. Działał kilka miesięcy w 1922 roku, został rozbity przez połączone oddziały polskiego wojska i policji.

## Geneza konfliktu
Początkowy entuzjazm, jaki wśród ludności białoruskiej wywołały deklaracje Józefa Piłsudskiego szybko wygasł ze względu na sposób działania polskiej administracji na ziemiach zamieszkanych przez ludność białoruską. Miejscowe stanowiska były obsadzane Polakami, likwidowano białoruskie szkolnictwo utworzone podczas niemieckiej okupacji, zamykano białoruskie gazety, przekazywano prawosławne cerkwie katolikom nawet w miejscach, gdzie stanowili oni znikomy procent. Ponadto nastroje społeczne pogarszały grabieże i gwałty dokonywane przez wojsko polskie. W wyniku tych działań entuzjazm stopniowo przerodził się w nienawiść, a czas niemieckiej okupacji wspominany był z sentymentem. 
Po podpisaniu traktatu ryskiego we wrześniu 1921 roku w Pradze odbyła się narada partii związanych z białoruskim ruchem narodowym. Traktat ryski określono jako rozbiór Białorusi, a strony go podpisujące – za okupantów. Ustalono, że jedyną prawną reprezentacją polityczną na Białorusi jest rząd Białoruskiej Republiki Ludowej z siedzibą w Kownie.
Białoruski ruch partyzancki nie miał jednolitego charakteru politycznego ani ideowego. Zapoczątkowany został na Białostocczyźnie i Grodzieńszczyźnie i w tych też regionach był najintensywniejszy. Wynikało to z dwóch przyczyn. Tu najbardziej odczuto działanie polskich władz i nie znano radzieckiej rzeczywistości. Tam, gdzie była ona lepiej znana, nastroje antypolskie były słabsze, a ruch partyzancki miał antykomunistyczny charakter.
Na terenie Białostocczyzny o rozwoju ruchu partyzanckiego przesądziła sytuacja ekonomiczna Białorusinów oraz polityka polskich władz wobec tej narodowości. Finansowego wsparcia udzielały Niemcy i Litwa, które ponadto zaopatrywały oddziały partyzanckie w broń i amunicję.
Na Podlasiu białoruski ruch powstańczy rozwijał się przede wszystkim w powiecie bielskim (wsie: Grabowiec, Dobrowoda, Czechy Orlańskie, Witowo, Mołoczki, Białowieża) oraz w powiecie sokólskim. Wynikało to z talentów organizacyjnych Hermana Szymaniuka (pseudonim „Skamaroch”) z Grabowca oraz Wiery Masłowskiej z Ogrodniczek koło Supraśla. Organizacja planowała rozpoczęcie walki zbrojnej w marcu 1922 roku. Władze zostały o tym wcześniej poinformowane przez policyjnego konfidenta, który przeniknął w szeregi organizacji, po czym zareagowały masowymi aresztowaniami. 2 i 3 marca policja aresztowała zarówno szeregowych członków organizacji, jak i przywódców. Aresztowano m.in. Masłowską, natomiast Szymaniuk ratował się ucieczką do Kowna na Litwie.

## Oddział Szymaniuka

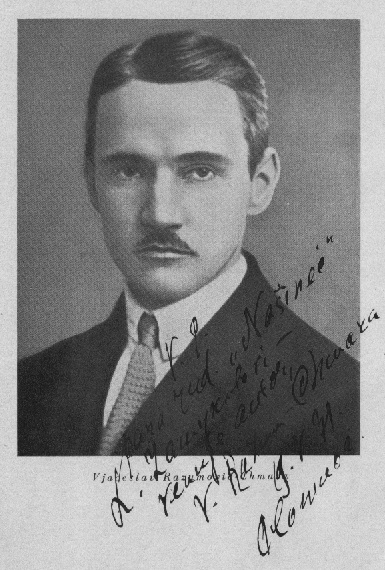
Wiaczesław Razumowicz „Chmara” (1886-1937)

Część podkomendnych Szymaniuka, która uniknęła aresztowania, schroniła się w lasach Puszczy Białowieskiej, tworząc tam oddział partyzancki dowodzony przez Jana Grycuka (pseudonim „Czort”). Prasa lokalna nazywała ich mianem „Czortowców”. Wkrótce Szymaniuk wrócił z Kowna i stanął na czele oddziału. Na swego zastępcę wyznaczył Andrzeja Tomaszuka ps. „Pietrenko”. Wedle zeznań Tomaszuka grupa liczyła 24 ludzi, inne źródła podają 15 do 200 bojowników. Szymaniuk prawdopodobnie był agentem radzieckim.
7 kwietnia oddział ten obrabował dom gajowego w Witowie. 17 kwietnia spalił składy drewna przy linii kolejowej Czeremcha – Hajnówka. Drewno należało do Wileńskiej Dyrekcji Kolei Państwowej. W następnych dniach spalono most kolejowy na Narewce w okolicach Białowieży.

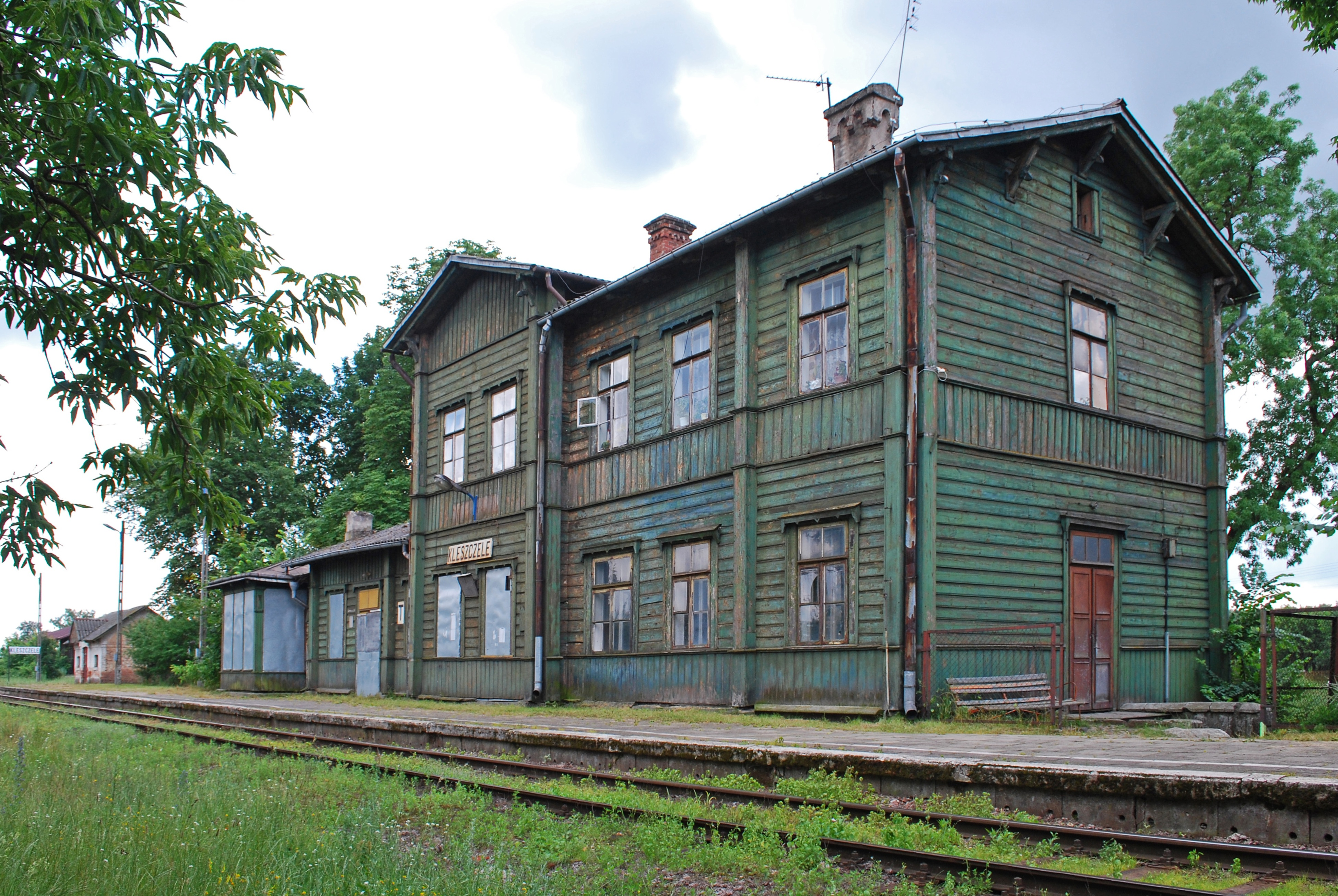
Zabytkowy dworzec kolejowy w Kleszczelach

W nocy z 28 na 29 kwietnia partyzanci zaatakowali miasteczko Kleszczele. Zajęli posterunek policji, zabijając przy tym dwóch funkcjonariuszy. Napastnicy zabrali „7 karabinów z amunicją, umundurowanie, stemple, część korespondencji, pieniądze i prywatne rzeczy policjantów”. Następnie ograbili restaurację Onufrego Sawickiego, mordując przy tym właściciela i jego matkę. W restauracji zrabowano „500 tysięcy marek, złote pieniądze, dwa srebrne zegarki, złoty łańcuszek, ubranie, bieliznę, około 100 butelek wódki, likier i jedzenie”. Przebrani za policjantów próbowali bezskutecznie włamać się na plebanię rzymskokatolicką. Opuścili Kleszczele na zrabowanej furmance.
W odwecie za napad kleszczelski władze zorganizowały obławę z udziałem sił policji i wojska. 6 maja po potyczce w Puszczy Białowieskiej pojmano pięciu dywersantów. 24 maja sąd doraźny w Białymstoku skazał czterech z nich na śmierć. Byli to Andrzej Tomaszuk, Demian Martyniuk, Iwan Sacharczuk i Iwan Piceluk. Najmłodszemu, 16-letniemu Pantelejmonowi Niczyporukowi, karę śmierci zamieniono na dożywotnie pozbawienie wolności. Ci, którzy pozostali na wolności, zaprzestali działalności zbrojnej i zdecydowali się na ucieczkę na Litwę. Podczas próby przekroczenia granicy dwie osoby zostały zatrzymane, pozostali wrócili do swoich wiosek. Sam Herman Szymaniuk jesienią 1922 zamierzał przejść na stronę polską, ale zażądano od niego ujawnienia całej struktury konspiracyjnej. Fakt ten oraz wyroki śmierci wydane na członków jego oddziału odwiodły go od pierwotnych zamiarów. Zdecydował się na ucieczkę do Białoruskiej SRR. Według niepotwierdzonych informacji został dyrektorem fabryki obuwia w Mohylewie. W 1937 został aresztowany przez NKWD, dalsze jego losy są nieznane. Nie wiadomo nic o dalszych losach Jana Grycuka („Czorta”).
Podczas obławy policja odnalazła kryjówkę oddziału „Skamarocha” w Puszczy. Znaleziono tam m.in. bruliony listów wysłanych przez „Skamarocha”, notatki o członkach i aprowizacji oddziału, sześć map niemieckiego sztabu generalnego, dwa słoiki ze strychniną, ponadto część rzeczy zrabowanych podczas akcji.
Sztab „Skamarocha” w czasach swej działalności wysłał szereg listów i odezw do urzędów i osób publicznych w II Rzeczypospolitej. Marszałkowi Piłsudskiemu nadesłano ultimatum, w którym domagano się dla Białorusinów prawa do samostanowienia o swoim losie, wstrzymania burzenia cerkwi prawosławnych itp. Do Wileńskiej Dyrekcji Kolei Państwowej wysłano list z ostrzeżeniem przed wywózką drewna z Puszczy Białowieskiej. Innym odbiorcą listów była ambasada radziecka. Listy podpisywane były pieczęcią «Bractwo Włościan Białorusinów».
Oddział ściśle współpracował z tajnym sztabem czwartej grupy operacyjnej w Mereczu na Litwie podległej Białoruskiej Partii Socjalistów-Rewolucjonistów, która dążyła do utworzenia niezależnej Białorusi. Na czele sztabu stał Wiaczesław Razumowicz (pseudonim „Chmara”). Razumowicz okazał się później współpracownikiem polskiej policji, pomagał w likwidacji białoruskich organizacji.
Nie był to jedyny białoruski oddział partyzancki, który w owym czasie działał na Podlasiu, był natomiast jednym z większych i bardziej znanych. Na tle innych oddziałów wyróżniał się tym, że posiadał dobrze zorganizowaną sieć informatorów oraz system przekazywania informacji. Członkowie tego oddziału zajmowali się wyłącznie działalnością powstańczą, w innych oddziałach działalność ta była zwykle przeplatana z pracą na roli. Większość oddziałów formowana była dla wykonania jednej tylko akcji.

## „Biełaruski Partyzan”
Oddział wydawał pismo „Biełaruski Partyzan”, redaktorem pierwszego numeru był Herman Szymaniuk, zaś następnych – H. Plusza. Redakcja miała się mieścić w Głównym Sztabie Białoruskich Partyzantów w Puszczy Białowieskiej. W rzeczywistości najprawdopodobniej wydawany był na Litwie, być może w Mereczu, w sztabie Razumowicza. Pismo zawierało antypolskie teksty propagandowe, odezwy i deklaracje, teksty komentujące sytuację polityczną we wschodniej części Europy, ponadto bieżące informacje o działalności oddziałów dywersyjnych na obszarze całej Zachodniej Białorusi. Pismo ukazywało się od sierpnia do grudnia 1922 roku. Pisano w nim przede wszystkim o okrucieństwach popełnianych przez stronę polską. Udział w ruchu partyzanckim przedstawiono jako obronę i zarazem zemstę za doznane krzywdy. Idea państwowa była ledwo zarysowana. Jeden z partyzantów, dezerter z polskiej armii, na łamach pisma tak tłumaczył swoją decyzję:

Obca i jakoś ohydna była ta mowa (...), nic nie można zrozumieć, ani wykonać. Kaprale chamami i bydłem i nie wiadomo jak jeszcze nazywali, bili i znęcali się.

## Dalsze losy ruchu powstańczego
14-22 maja 1923 roku w Sądzie Okręgowym w Białymstoku odbył się proces 45 osób, pierwszy polityczny proces białoruskiej mniejszości narodowej w II RP. Jednym z głównych świadków oskarżenia był Edward Lenkiewicz, agent polskiej policji, który przeniknął do Bractwa Włościan Białorusinów i doprowadził do jego zdekonspirowania. Oskarżonym zarzucano udział w spisku dążącym do oderwania od Polski części jej terytorium państwowego i stworzenie niepodległej republiki białoruskiej. Spośród 45 oskarżonych jedynie dziewięciu swe działania motywowało pobudkami patriotycznymi. Wiera Masłowska, broniąc się, argumentowała, że robiła dokładnie to samo, co polscy patrioci przed wojną światową – walczyła o wolną i zjednoczoną ojczyznę. Pozostali oskarżeni swoją działalność tłumaczyli krzywdami, jakich zaznali od polskich urzędników i żołnierzy. Proces trwał osiem dni. Dla dwudziestu oskarżonych sąd wydał wyroki więzienia od roku do dożywotniego. Najsurowszy wyrok otrzymał Szymon Maciejewicz, którego skazano na karę dożywotniego więzienia o ciężkim rygorze. Dziewiętnaście osób otrzymało karę więzienia od roku do 10 lat. 25 skazanych uniewinniono.
Ruch partyzancki rozwijał się w dalszym ciągu na Podlasiu, a największa intensywność wystąpień zbrojnych przeciwko polskiej władzy przypadła na rok 1924. Polityka rządu wobec powstańców oscylowała pomiędzy dwiema skrajnymi tendencjami – represjami i poszukiwaniem politycznych rozwiązań. Po roku 1924 ruch partyzancki wygasł. Jednym z jego powodów była polityka polskiego rządu, masowe aresztowania i wyroki śmierci. W roku 1923 Niemcy i Litwa przestały finansować białoruskie organizacje na Litwie, co musiało się przełożyć na możliwości budowania struktur partyzanckich na terenie Polski. Innym powodem była infiltracja środowisk powstańczych przez komunistów. Komuniści nie byli zainteresowani niepodległą Białorusią i dążyli do pozbawienia białoruskich organizacji ideologii narodowej, ich celem było przygotowanie gruntu pod przyszłą międzynarodową rewolucję.